# Meroé
Méroe, ou Meroé, é uma antiga cidade na margem leste do rio Nilo, na Núbia, a região do vale do rio Nilo que atualmente é partilhada pelo Egito pelo Sudão, a cerca de 300 km a nordeste de Cartum, que foi a capital do Reino de Cuxe entre o século VII a.C. e o século IV da nossa era. Durante essa fase, os núbios inventaram uma escrita própria, chamada pelos estudiosos de “escrita mercado ”.
No local onde se encontrava a cidade existem mais de 100 pirâmides em três grupos e é um dos lugares arqueológicos desta região inscritos pela Organização das Nações Unidas para a Educação, a Ciência e a Cultura (UNESCO), em 2003, na lista do Património Mundial.
Há estudos que dizem que o reino de Meroé era governado por rainhas que recebiam o nome-título de Candace, em que o poder seria passado aos descendentes pela via feminina; este mito foi associado, por alguns estudiosos, com a lenda da rainha de Sabá,porém, há um relato bíblico no livro de atos 8 quando o Evangelista Felipe encontra um eunuco chefe dos tesouros de "Candace, rainha dos etíopes", o que poderia reforçar a ideia anterior de que  eventualmente poderiam ser rainhas que governavam na época e que a sua linhagem passava para mãos femininas. 
Diodoro Sículo   relata o costume dos reis da Etiópia (identificados no Livro III à cidade de Meroe) de reinarem até receberem ordens dos sacerdotes indicando que eles devem morrer. Este costume perdurou até o reinado de Ergamenes, contemporâneo de Ptolomeu II, um rei com educação grega e estudioso de filosofia, que desprezou o comando dos deuses, enviou seus soldados ao templo dourado dos etíopes e passou os sacerdotes ao fio da espada, abolindo este costume.